# アーメド・ホッサム
ミド（アラビア語: ميدو, ラテン文字表記: Mido）ことアハマド・ホサーム・フセイン・アブドゥルハミード（アラビア語: أحمد حسام حسين عبد الحميد, ラテン文字表記: Ahmed Hossam Hussein Abdelhamīd, 1983年2月23日 - ）は、エジプト・カイロ出身の元同国代表サッカー選手、現サッカー指導者。現役時代のポジションはFW（センターフォワード）。

## クラブ歴

### アヤックス
2001-02シーズンよりアヤックス・アムステルダムへ加入する。初年度にリーグ戦12ゴールを記録し、クラブのエールディヴィジ制覇に貢献。2002年にはアフリカ年間最優秀若手選手に選出された。翌シーズンは序列を下げ、後半戦はセルタ・デ・ビーゴへ期限付き移籍。8試合出場4得点を記録する。セルタは完全移籍での獲得を希望したが、移籍金がネックとなり実現しなかった。

### マルセイユ
2003年7月11日、移籍金600万ユーロでリーグ・アンのオリンピック・マルセイユへ移籍。同じく新加入のディディエ・ドログバと共にアラン・ペラン監督の下で前線を形成する。2004年4月14日のUEFAカップ準々決勝・インテルナツィオナーレ・ミラノとの第2戦、ドログバを累積警告で欠く中でこの試合唯一となる得点を挙げ、クラブの準決勝進出に貢献した。

### イングランド時代
2004年8月31日、セリエA・ASローマへ移籍。しかし出場機会は限られ、2005年1月26日にマルティン・ヨル率いるトッテナム・ホットスパーFCへ1年半の期限付き移籍となる。2月5日のポーツマスFC戦でスタメンに起用されプレミアリーグでデビューすると、2ゴールを奪い3-1での勝利に貢献。11月20日のウェストハム・ユナイテッドFC戦では相手サポーターから人種差別的なチャントを受け、ハマーズのアラン・パーデュー監督から謝罪された。2005-06シーズンで27試合出場11得点を記録。シーズン終了に伴いローマに戻るが、ルチアーノ・スパレッティ監督の構想には入らず2006年8月26日にスパーズへ完全移籍する。
2007年8月16日、移籍金600万ポンド（約13.5億円）の4年契約でイングランドのミドルズブラFCへ移籍した。2008年11月29日のニューカッスル・ユナイテッドFC戦では、サポーターから再び人種差別的な扱いを受ける。2009年1月23日には、エミール・ヘスキーの移籍でFWの層が薄くなっていたウィガン・アスレティックFCへシーズン終了までのローン移籍となり、代表でもコンビを組んでいるアムル・ザキとともにプレーした。
クラブは2008-09シーズンにリーグ19位となりチャンピオンシップへ降格。2009年夏にクラブはリロイ・リタを獲得しガレス・サウスゲート監督から放出を示唆される。同年8月4日に母国のアル・ザマレクへローンで復帰したが、2010年2月1日からシーズン終了までウェストハム・ユナイテッドFCへ期限付き移籍しイングランドに復帰した。
2010年9月1日にマルコ・パンテリッチの後釜として古巣アヤックスへシーズンローンで復帰。マルティン・ヨルと再会しジョーカー的な役割として起用されたが、フランク・デ・ブール監督に代わってからは構想外となり、2011年1月21日、再びザマレクへ3年半の契約で完全移籍。かつてエジプト代表で険悪な関係となったハッサン・シェハータ監督をクラブが招聘するため、2012年5月6日にザマレクを去る。翌月21日にチャンピオンシップのバーンズリーFCへ完全移籍し、通算5度目となるイングランド復帰となった。
2013年6月11日、自身のTwitterで現役引退を発表した。

## 代表歴
マハムード・エル＝ゴハリ監督によりエジプト代表に初招集されると、2001年1月6日の国際親善試合・UAE戦で代表史上最年少となる17歳でデビュー。スタメンに名を連ねると50分に同点弾を挙げ、2-1での勝利に貢献した。
母国開催となったアフリカネイションズカップ2006では、1月20日に行われたリビアとの大会開幕戦で先制点を挙げ3-0の勝利に貢献した。

## 指導歴
2014年1月20日、キャリアをスタートしたアル・ザマレクの監督に就任。エジプト・プレミアリーグ史上最年少の指揮官となった。クラブを同年のエジプト・カップ制覇へ導き、同大会最年少記録となった。しかしリーグ戦では3位に留まり、7月30日に解任された。
2016年1月4日から再びザマレクを指揮したが、翌月10日に解任となる。
2016年11月7日、ワディ・デグラSCの指揮官に招聘されることが発表された。
2018年12月にサウジ・プロフェッショナルリーグのアル・ワフダ・メッカの監督に就任するが、翌年3月19日にTwitterでの発言が原因で解任された。
2019年6月9日よりミスル・レル・マカーサSCの指揮を執るが、翌年1月22日に成績不振によりその職を解かれた。

## 人物
問題児として有名で数々の破天荒な言動が目立つ。
- アヤックス在籍時はレギュラーとして活躍していたものの、ロナルド・クーマン監督と起用法を巡り対立し、シーズン中にエジプトに帰国する事態もあった。また、同僚であったズラタン・イブラヒモヴィッチとロッカールームで口論となった末にハサミを投げつけた[29]。
- 2006年に地元開催されたアフリカネイションズカップ2006では、準決勝のセネガル戦での途中交代に怒りを露わにし、衆人環視の中でハッサン・シェハータ（英語版）監督と小突き合いをし、半年間の出場停止処分を受けていた（後にミドが謝罪したため撤回）。
- ミドルズブラ在籍時の2009年7月20日、プレシーズンのトレーニングに参加せず、給与の支払いを差し止められたことがある。

2002年に同郷のYosra Waelと結婚している。
現役引退後は体重が増加し一時150kgに達したが、医師の忠告を受け2018年に37kgの減量に成功した。

## 個人成績

### 代表
| エジプト代表 | 国際Aマッチ | 国際Aマッチ |
| 年           | 出場        | 得点        |
| ------------ | ----------- | ----------- |
| 2001         | 14          | 7           |
| 2002         | 8           | 3           |
| 2003         | 8           | 6           |
| 2004         | 4           | 0           |
| 2005         | 5           | 3           |
| 2006         | 6           | 1           |
| 2007         | 2           | 0           |
| 2008         | 2           | 0           |
| 2009         | 2           | 0           |
| 合計         | 51          | 20          |

## 監督成績
2020年1月21日現在
| クラブ         | 就任           | 退任           | 記録 | 記録 | 記録 | 記録 | 記録   |
| クラブ         | 就任           | 退任           | 試合 | 勝   | 分   | 負   | 勝率 % |
| -------------- | -------------- | -------------- | ---- | ---- | ---- | ---- | ------ |
| ザマレク       | 2014年1月21日  | 2014年7月29日  | 31   | 16   | 8    | 7    | 051.61 |
| イスマイリー   | 2015年7月15日  | 2015年12月20日 | 9    | 5    | 1    | 3    | 055.56 |
| ザマレク       | 2016年1月4日   | 2016年2月9日   | 7    | 4    | 1    | 2    | 057.14 |
| ワディ・デグラ | 2016年11月8日  | 2017年12月3日  | 42   | 10   | 14   | 18   | 023.81 |
| アル・ワフダ   | 2018年12月17日 | 2019年3月19日  | 13   | 6    | 3    | 4    | 046.15 |
| エル・マカーサ | 2019年6月9日   | 2020年1月21日  | 17   | 3    | 5    | 9    | 017.65 |
| 合計           | 合計           | 合計           | 119  | 44   | 32   | 43   | 036.97 |

## タイトル
現役時代
クラブ
ザマレク
- アフリカンカップウィナーズカップ : 2000

アヤックス
- エールディヴィジ : 2001-02, 2010-11
- KNVBカップ : 2001-02
- ヨハン・クライフ・スハール : 2001-02

代表
エジプト
- アフリカネイションズカップ : 2006

個人
- エボニー・シュー : 2001
- ジュピラー・プロ・リーグ年間最優秀若手選手 : 2000-01
- エジプト年間最優秀若手選手 : 2000-01
- アフリカ年間最優秀若手選手 : 2001-02

指導者時代
ザマレク
- エジプト・カップ : 2014